# Retour à la 36e chambre
Série
La 36e Chambre de Shaolin
(1978) Les Disciples de la 36e chambre
(1985)
Pour plus de détails, voir Fiche technique et Distribution.
Retour à la 36e chambre (少林搭棚大師, Shao Lin ta peng hsiao tzu ou Return to the 36th Chamber) est un film de kung-fu de 1980 des studios Shaw Brothers de Hong Kong mettant en scène Gordon Liu dans le rôle principal, réalisé par Liu Chia-liang et écrit par Ni Kuang. 
Ce film est le deuxième élément d'une trilogie ; il est précédé de La 36e chambre de Shaolin (1978) et suivi par Les Disciples de la 36e chambre (1985). Dans les premiers et troisième films de la série, Liu interprète le moine de Shaolin San Te, mais dans celui-ci, il interprète un moine imposteur.

## Synopsis
Le patron d'une teinturerie chinoise, dont la qualité des textiles est en baisse, engage des « experts » mercenaires mandchous dont il finance la paie en réduisant les salaires de ses ouvriers. En réalité, le patron avait lui-même fourni aux ouvriers des pigments de qualité déclinante, dans le but de rogner sur leurs salaires grâce à l'intimidation des mercenaires. Les ouvriers, brutalisés à la moindre protestation par les mandchous, engagent Chu Jen-chieh, un ami comédien et petit escroc, pour influencer leur patron en se faisant passer pour un moine Shaolin, le légendaire San De. La ruse réussit presque, grâce à des trucages imitant le kung-fu et la complicité des ouvriers qui le font paraître redoutablement puissant ; mais l'imposteur se fait démasquer, et le résultat final tourne à la catastrophe pour les ouvriers.
Chu Jen-chieh se rend alors au monastère de Shaolin pour apprendre le kung-fu et se racheter en aidant ses amis. Il tente bien maladroitement de s'introduire dans la 36e Chambre, dont le moine responsable, qui n'est autre que San Te, le charge d'une épreuve : ériger, à lui tout seul, un échafaudage de bambous liés tout autour de la 36e Chambre en vue de sa réfection ; ensuite seulement il sera autorisé à y pénétrer. Le travail dure trois ans, car Chu Jen-chieh est constamment distrait par le spectacle des disciples à l'entraînement, et sa fascination frustrée le pousse à reproduire dans son chantier les installations d'exercice et les gestes qu'il observe. En même temps, son efficacité à la construction et au liage de bambous devient impressionnante à force de pratique et de motivation.
Un jour, il prend subitement conscience que son travail est terminé, mais une cruelle déception l'attend : San Te, qui n'avait pas cessé de l'observer à l'œuvre, lui ordonne de tout démolir immédiatement puis de quitter le monastère. Chu Jen-chieh se rebiffe, et San Te le combat alors, tout en saccageant l'échafaudage. Le duel inégal les mène ainsi à l'intérieur de la 36e Chambre, où Chu Jen-chieh esquive comme il le peut les coups du Maître tout en franchissant un par un, sans même s'en rendre compte, tous les obstacles et défis du lieu. Lorsque San Te le bat finalement il le chasse, mais avec un petit sourire mystérieux.
Chu Jen-chieh rentre chez lui la mort dans l'âme. N'osant avouer son échec complet à ses amis, il découvre qu'au bout de trois ans leur situation est devenue calamiteuse : les salaires ont diminué de moitié, et tous les insoumis sont réduits au chômage après avoir été renvoyés. Bouleversé devant ses amis qui le pressent pleins d'espoir, il les repousse dans un réflexe spectaculaire, et découvre ainsi par inadvertance qu'il a bel et bien appris le kung-fu. Il remet alors son costume de moine de la première fois, et se présente de nouveau comme si de rien n'était à la teinturerie, cette fois sous son vrai nom : « Le moine Chu Jen-chieh, de la 36e Chambre de Shaolin ». L'hilarité des mercenaires mandchous ne fait pas long feu, car Chu Jen-chieh leur inflige la supériorité écrasante de son « kung-fu de l'échafaudage », au style à la fois technique et humoristique, en les ligotant au vol à leurs propres bâtons les uns après les autres. Le combat se poursuit sur un chantier de construction voisin, qui donne à Chu Jen-chieh l'avantage supplémentaire d'un terrain familier. Il corrige ainsi les mercenaires et le dangereux patron lui-même, et obtient finalement de ce dernier, honteux et confus, qu'il rétablisse les salaires d'origine dans leur intégralité, « avec tous les arriérés ».

## Fiche technique
- Titre original : 少林搭棚大師, Shao Lin ta peng hsiao tzu
- Titre français : Retour à la 36e chambre
- Titre international : Return to the 36th Chamber
- Réalisation : Liu Chia-liang
- Scénario : Ni Kuang
- Musique : Eddie Wang
- Montage : Chiang Hsing-Lung et Yen Hai Li
- Photographie : Peter Ngor
- Production : Mona Fong
  - Production déléguée : Run Run Shaw
- Production : Shaw Brothers
- Pays d'origine :  Hong Kong
- Format : 35 mm - Couleur - 2.35:1 (Shawscope)
- Genre : Kung-fu, comédie
- Durée : 99 minutes
- Date de sortie :

 Hong Kong : 24 août 1980

## Distribution
- Gordon Liu : Chu Jen-chieh
- Kara Hui : Hsiao Hung
- Hsiao Ho (VF : Jean-Pierre Denuit) : Ah Chao
- Wong Ching-ho : Oncle Li
- Wa Lun : Chou Sheng
- Lee King-chue : Moine San Te
- Chan Si-gaai : Ah Fen
- Kwan Yung-moon : Chuan Min
- Yeung Jing-jing : Hsiao Ting
- Johnny Wang Lung-wei (VF : Martin Spinhayer) : Huang Kao-feng
- Kong Do : Chief Ma
- Chang Yi-tao : Yuen Li-hou
- San De : Lee King-Chu